# Municipio de Soteapan
El municipio de Soteapan se encuentra en el estado de Veracruz, es uno de los 212 municipiosde la entidad y tiene su ubicación en la zona sur del Estado, forma parte de la región Olmeca y es de categoría rural considerada de muy alta marginación. Su cabecera es la localidad de Soteapan. Además del español, su gente habla los idiomas Popoluca y Náhuatl. Sus coordenadas son 18°14’ latitud norte, longitud oeste de 94°52’ y cuenta con una altura de 420 m s. n. m.

El municipio tiene una población de 28,104 habitantes, conformado por 62 localidades.
El municipio de Soteapan tiene un clima cálido-regular, con una temperatura anual de 24.3 °C, las lluvias son abundantes en el verano y principios de otoño. En este municipio, se celebran las fiestas religiosas el 18 y 19 de marzo, en festejo de San José Patriarca y del 28 al 30 de junio en honor de San Pedro, patrono del pueblo. 

## Límites
- Norte: Catemaco y Mecayapan.
- Sur: Acayucan, Chinameca y Soconusco.
- Este: Mecayapan y Tatahuicapan de Juárez.
- Oeste: Acayucan, Catemaco y Hueyapan de Ocampo.